# کاپا بزغاله
کاپا بزغاله یک ستاره است که در صورت فلکی بزغاله قرار دارد.